# Château d'Eau (metropolitana di Parigi)
Château d'Eau è una stazione della metropolitana di Parigi sulla linea 4, sita nel X arrondissement di Parigi.

## La stazione

### Origine del nome
La stazione prende il nome dalla rue du Château-d'Eau che a sua volta lo mutuava dalla fontana di Girard che la decorò nel 1811.

### Storia
La stazione venne aperta il 21 aprile 1908.

## Accessi
- 51/53, boulevard de Strasbourg

## Interconnessioni
- Bus RATP - 38, 39, 47
- Noctilien - N13, N14, N120, N121